# Jiy (Azerbaigian)
Jiy è un comune dell'Azerbaigian situato nel distretto di Yardımlı. Conta una popolazione di 218 abitanti.